# Новониколаевка (Кыштовский район)
Новониколаевка — деревня в Кыштовском районе Новосибирской области. Входит в состав Большереченского сельсовета.

## География
Площадь деревни — 24 гектара.

## История
Основана в 1912 г. В 1928 году состояла из 25 хозяйств, основное население — чуваши. В составе Алексеевского сельсовета Мало-Красноярского района Барабинского округа Сибирского края.

## Население
| 1926 | 2002 | 2007 | 2010 |
| ---- | ---- | ---- | ---- |
| 140  | ↘73  | ↘46  | ↘18  |

## Инфраструктура
В деревне по данным на 2007 год функционируют 1 учреждение образования.